# Discoserra
Discoserra es un género extinto de peces actinopterigios prehistóricos. Fue descrito por Lund en 2000.
Vivió en los Estados Unidos (Montana). Las especies de este género medían aproximadamente 60 milímetros de longitud.